# سانتیاگو د کالاترابا
سانتیاگو دِ کالاترابا (به اسپانیایی: Santiago de Calatrava) یکی از دهستان‌های استان خائن در کشور اسپانیا است. این شهر با مساحت ۴۴٫۶۶ کیلومتر مربع، ۸۱۱ تن جمعیت دارد.